# سيباستيان تيو
سيباستيان تيو (بالصينية: 張培源) (بالإنجليزية: Sebastian Teo)‏ هو سياسي سنغافوري، ولد في 1947. حزبياً، نشط في National Solidarity Party (Singapore) ‏.